# Teatre Noruec de Christiania
El Teatre Noruec de Christiania (en noruec: Kristiania norske Theater) fou una entitat teatral noruega, fundada l'any 1852 amb el nom d'Escola Dramàtica Noruega, i que més tard va passar a anomenar-se Teatre Noruec de Christiania. La iniciativa va venir del tinent enginyer Johannes Benedictus Klingenberg (1817–1882) després que s'hagués decebut per la selecció de repertori no noruec i hagués visitat el Teatre Noruec de Bergen. El 1854 l'escola de teatre es va convertir en un teatre d'arts escèniques.
Henrik Ibsen, aleshores associat al Teatre Noruec de Bergen on era director d'escena, va ser cridat per convertir-se en el primer director artístic del Teatre Noruec Christiania. Ibsen va assumir la responsabilitat de les noves operacions teatrals des de la tardor de 1857, exercint de director de teatre fins que va fer fallida l'estiu de 1862 El Teatre Noruec de Christiania i el Christiania Theatre es van fusionar oficialment el 15 de juliol de 1863.